# Buergersiochloa bambusoides
Buergersiochloa bambusoides är en gräsart som beskrevs av Pilg.. Buergersiochloa bambusoides ingår i släktet Buergersiochloa och familjen gräs. Inga underarter finns listade i Catalogue of Life.